# Maserati GranTurismo
Maserati GranTurismo – samochód sportowy klasy wyższej produkowany przez włoską markę Maserati w latach 2007 – 2019. 

## Historia i opis modelu

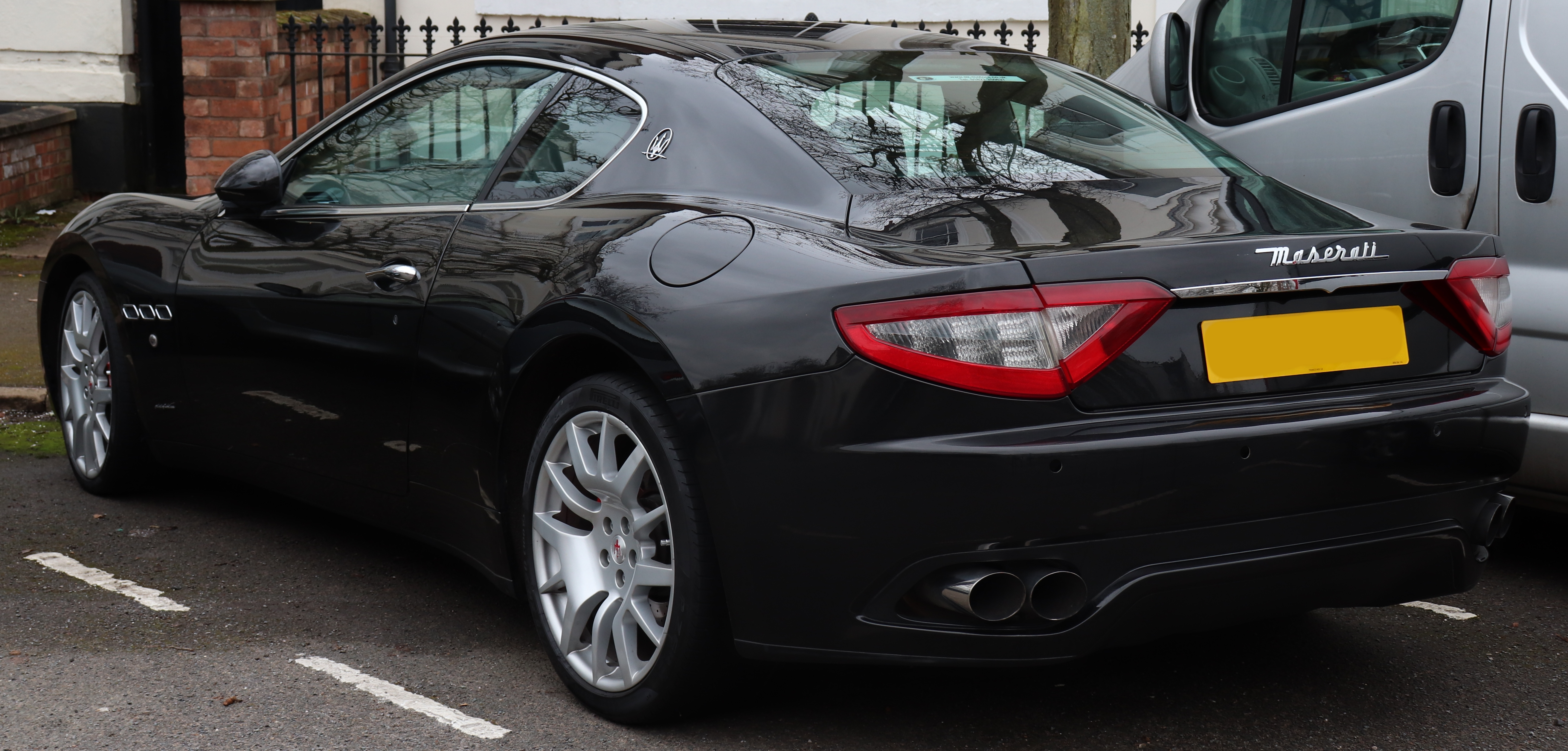
Maserati GranTurismo - tył

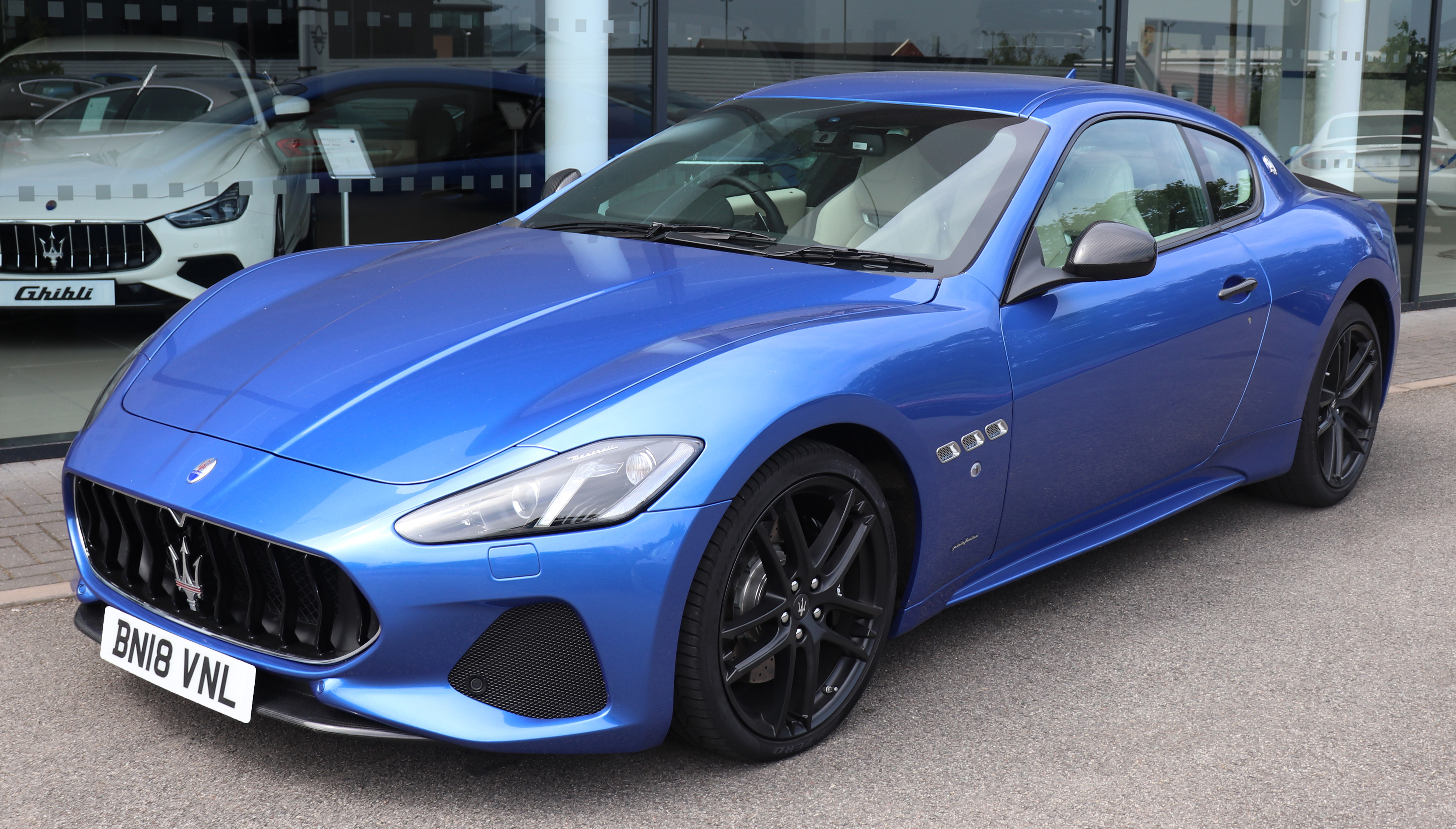
Maserati GranTurismo Sport po liftingu

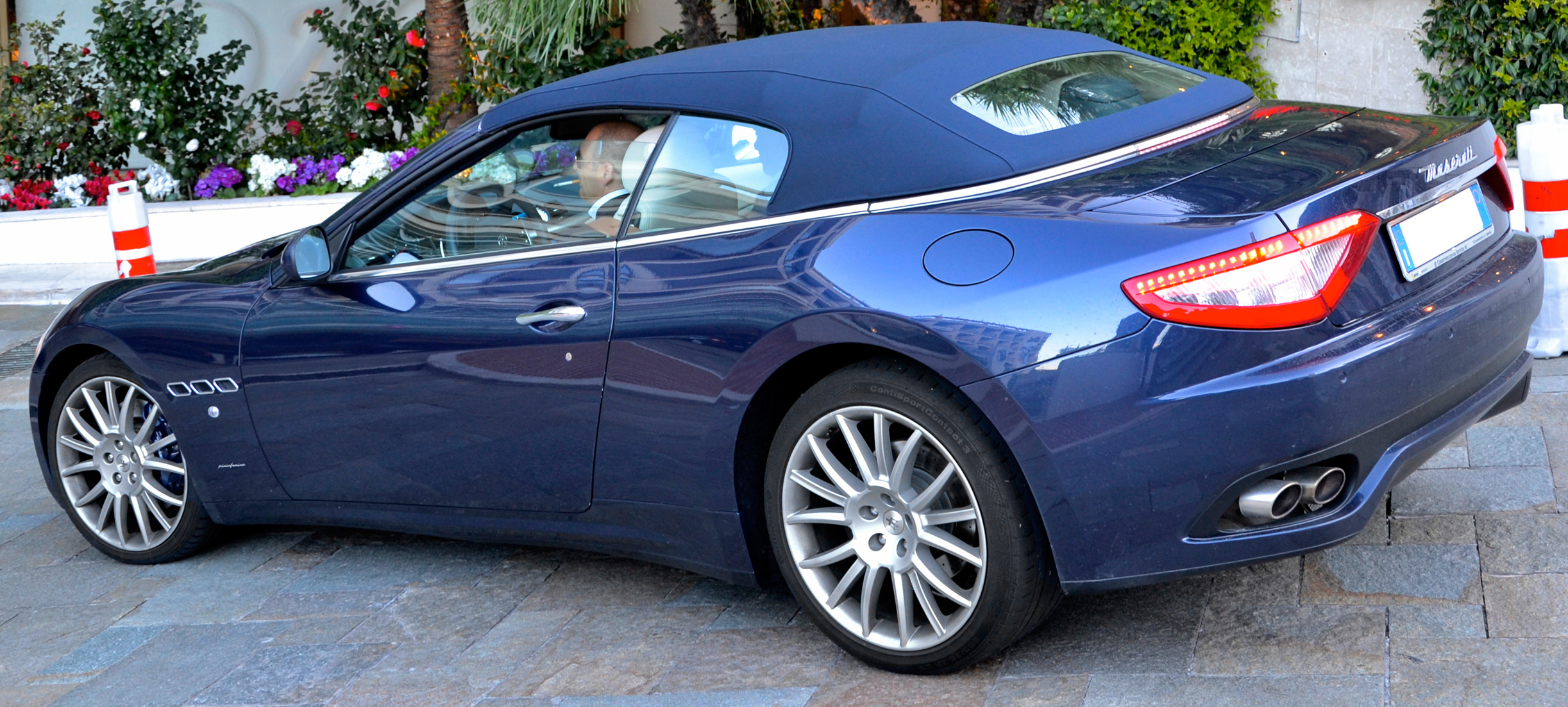
Maserati GranCabrio

Pojazd po raz pierwszy zaprezentowano podczas targów motoryzacyjnych w Genewie w 2007 roku.
Nadwozie pojazdu zostało zaprojektowane przez Pininfarine pod przewodnictwem Jasona Castrioty. Do napędu użyto silników V8 a napęd przekazywany jest na koła tylne. GranTurismo dzieli wiele podzespołów z Ferrari 599 GTB Fiorano. Od 2010 roku produkowana jest także wersja kabriolet pod nazwą GranCabrio.
W listopadzie 2019 roku Maserati przedstawiło pożegnalny egzemplarz GranTurismo Zeda, który powstał jako przypieczętowanie końca produkcji samochodu zarówno w wersji coupe, jak i cabriolet. Następca ma pojawić się na rynku, według dotychczasowych informacji od producenta, w 2021 roku.

### GranTurismo
Źródło:
- Silnik: 4,2 l (4244 cm³) 90° V8
- Moc: 405 KM przy 7100 obr./min
- Moment obrotowy: 460 Nm przy 4750 obr./min
- Prędkość maksymalna: 285 km/h[4]

### GranTurismo S
Wzmocniona wersja GranTurismo o oznaczeniu S została zaprezentowana podczas Geneva Motor Show 2008. Zastosowano w niej nowy silnik V8 o pojemności 4.7 l. Użyto także sekwencyjnej skrzyni MC-Shift oraz układu transaxle.
Źródło:
- Silnik: 4,7 l (4,691 cm³) 90° V8
- Moc: 440 KM przy 7000 obr./min
- Moment obrotowy: 490 Nm przy 4750 obr./min
- Prędkość maksymalna: 295 km/h[7]